# Peter Panzerfaust
Peter Panzerfaust — серия комиксов, которую в 2012—2016 году издавала компания Image Comics.

## Синопсис
Действие происходит во время Второй мировой войны. Кале захвачен Германией. Некий Питер Панцерфауст собирает вокруг себя повстанцев на борьбу с фашистами.

## Отзывы
На сайте-агрегаторе рецензий Comic Book Roundup серия имеет оценку 8,6 из 10 на основе 92 отзывов. Эрик Норрис из IGN дал первому выпуску 8 баллов с половиной и посчитал, что он понравится людям, как знакомым с оригинальной историей Питера Пэна, так и не знавшим её. Дуг Завиша из Comic Book Resources отмечал, что образ главного героя похож на Эда Хелмса. Фелисити Густафсон из Comics Bulletin присвоил дебютному выпуску 4 звезды из 5 и сравнил его с фильмом «Красный рассвет». Тони Гуэрро из Comic Vine вручил первому выпуску такую же оценку и написал, что с идеей Питера Пэна, воющего во Второй мировой, можно сделать многое.